# Teateråret 1857

## Händelser

### Augusti
- 27 augusti – Södra teatern i Stockholm, Sverige brinner ner.[1]

## Årets uppsättningar

### Augusti
- 8 augusti – Hedvig Ehrenstams pjäs Andra tider, andra seder har urpremiär på Humlegårdsteatern i Stockholm.[2]

### December
- 22 december – Jeanette Stjernströms pjäs Konung Carl den 10 Gustaf har urpremiär på Mindre teatern i Stockholm.[3]

## Födda
- 22 april – Sophie Pagay (död 1937), tysk skådespelerska.
- 8 september – Olga Björkegren (död 1950), svensk operasångerska.
- 18 november – Gunnar Heiberg (död 1929), norsk författare och dramatiker.

## Avlidna
- 2 maj – Alfred de Musset, 46, fransk författare.
- 9 juni – Eleonora Säfström, 86, svensk skådespelare.

### Fotnoter
1. ↑  ”Värmlands brandhistoriska klubb”. Arkiverad från originalet den 12 oktober 2011. https://www.webcitation.org/62NB7kO36?url=http://www.brandhistoriska.org/olyckor_se.html. Läst 16 mars 2011.
2. ↑  ”Dramawebben”. Arkiverad från originalet den 1 oktober 2012. https://web.archive.org/web/20121001062113/http://www.dramawebben.se/pjas/andra-tider-andra-seder. Läst 23 mars 2011.
3. ↑  ”Dramawebben”. Arkiverad från originalet den 22 februari 2012. https://web.archive.org/web/20120222154526/http://www.dramawebben.se/pjas/konung-carl-den-10-gustaf. Läst 23 mars 2011.